# Свиридов, Николай Иванович
Никола́й Ива́нович Свири́дов (6 июня 1938 или 6 июля 1938, Старая Ведуга, Воронежская область — 14 июня 2023, Воронеж) — советский легкоатлет, бронзовый призёр чемпионата Европы. Заслуженный мастер спорта СССР (1991) и заслуженный тренер РСФСР (1991), судья республиканской категории.

## Биография
В 1974 году окончил факультет физического воспитания Воронежский государственный педагогический институт.

### Спортсмен
На Олимпиаде в Мехико в 1968 году Николай участвовал в беге на 5000 и 10 000 метров. На 5000 он стал 7-м, а на 10 000 занял 5-е место. На следующей Олимпиаде Свиридов в беге на 5000 метров стал 8-м.
Чемпион СССР в беге на 10 000 метров в 1973 году, а также многократный чемпион и неоднократный призёр первенств.
Бронзовый призёр чемпионата Европы (1969).
Рекордсмен Европы (1969) и СССР (1968).
Победитель и бронзовый призёр летней Спартакиады народов РСФСР (1967).

### Тренер
Заслуженный тренер РСФСР. Тренер-преподаватель по легкой атлетике Воронежской школы высшего спортивного мастерства с 1976 по 2004 год, тренер юниорской сборной СССР по лёгкой атлетике с 1977 по 1982 год. Член президиума Федерации лёгкой атлетики РСФСР с 1984 по 1988 год.
Среди его воспитанников мастер спорта международного класса, многократный победитель международны и всероссийских соревнований, серебряный призёр Игр доброй воли, участник Олимпийских игр в Барселоне и Атланте Олег Стрижаков и призёры чемпионата СССР Михаил Лосев и Николай Немцов.

### Смерть
Умер 14 июня 2023 года в Воронеже.

## Награды
- медаль «100 лет со дня рождения В. И. Ленина» (1970),
- грамоты,
- почётный знак «За развитие олимпийского движения в России» (2019).

## Результаты

### Соревнования
предварительные забеги/соревнования
| Год  | Соревнование             | Город             | Дистанция | Дата        | Результат          | Место                | Видео                    |
| ---- | ------------------------ | ----------------- | --------- | ----------- | ------------------ | -------------------- | ------------------------ |
| 1968 | Олимпийские игры         | Мехико            | 5000 м    | 15 октября  | 14.38,8 (14.38,70) | 5 Q (забег 2)        |                          |
| 1968 | Олимпийские игры         | Мехико            | 5000 м    | 17 октября  | 14.18,4            | 7                    | · (исп.)                 |
| 1968 | Олимпийские игры         | Мехико            | 10 000 м  | 13 октября  | 29.43,2            | 5                    | · (англ.), финиш (англ.) |
| 1970 | Кубок Европы             | Стокгольм (финал) | 10 000 м  | 29 августа  | 28.29,2            | II                   |                          |
| 1972 | Олимпийские игры         | Мюнхен            | 5000 м    | 7 сентября  | 13.38,4            | 2 Q (забег 5)        |                          |
| 1972 | Олимпийские игры         | Мюнхен            | 5000 м    | 10 сентября | 13.39,31           | 8                    | · (англ.)                |
| 1973 | Чемпионат мира по кроссу | Варегем           | 12 км     | 19 марта    | 36.14              | 9 (личный зачёт)     |                          |
| 1973 | Чемпионат мира по кроссу | Варегем           | 12 км     | 19 марта    | 48                 | II (командный зачёт) |                          |
| 1973 | Кубок Европы             | Осло (полуфинал)  | 10 000 м  | 4 августа   | 28.19,8            | 1                    |                          |
| 1973 | Кубок Европы             | Эдинбург (финал)  | 10 000 м  | 7 сентября  | 28.44,08           | I                    |                          |

| Год  | Соревнование | Город               | Дистанция     | Дата        | Результат  | Место |
| ---- | ------------ | ------------------- | ------------- | ----------- | ---------- | ----- |
| 1967 | Чемпионат    | Москва              | 10 000 метров | 30 июля     | 28.37,4    | III   |
| 1969 | Чемпионат    | Киев                | 5000 метров   | 20 августа  | 13.39,6    | II    |
| 1969 | Чемпионат    | Киев                | 10 000 метров | 17 августа  | 28.43,4    | II    |
| 1970 | Чемпионат    | Минск               | 10 000 метров | 12 сентября | 29.10,2    | 4     |
| 1971 | Спартакиада  | Москва              | 5000 метров   | 19 июля     | 13.36,4    | 6     |
| 1972 | Чемпионат    | Новгород            | марафон       | 9 июля      | 2:16.47,0  | 9     |
| 1973 | Чемпионат    | Евпатория[уточнить] | кросс 12 км   | 25 февраля  | 36.00,8    | II    |
| 1973 | Чемпионат    | Москва              | 10 000 метров | 10 июля     | 27.58,6 PB | I     |
| 1974 | Чемпионат    | Москва              | 10 000 метров | 24 июля     | 28.45,6    | 8     |
| 1975 | Чемпионат    | Москва              | 10 000 метров | 29 июля     | 28.59,8    | 9     |

### Рекорды
| Дистанция     | Результат | Место     | Дата      | Видео |
| СССР          | СССР      | СССР      | СССР      | СССР  |
| ------------- | --------- | --------- | --------- | ----- |
| 10 000 метров | 28.09,0   | Ленинград | 21.7.1968 |       |

### Комментарии
1. 1 2  Состав команды СССР: Николай Свиридов — 9; Павел Андреев — 17; Николай Пуклаков — 21; Борис Оляницкий — 22; Валентин Зотов — 23; Владимир Меркушин — 27